# رودی لیبرختس
رودی لیبرختس (هلندی: Rudie Liebrechts؛ زادهٔ ۶ نوامبر ۱۹۴۱) اسکیت‌باز سرعت، و دوچرخه‌سوار اهل هلند است.